# 5809-es mellékút (Magyarország)
Az 5809-es mellékút egy közel 10 kilométeres hosszúságú, négy számjegyű mellékút Baranya vármegye és Somogy vármegye határvidékén; Kétújfalutól húzódik Kastélyosdombóig, feltárva a köztük fekvő két kisebb települést is.

## Nyomvonala
Kétújfalu belterületének keleti részén ágazik ki az 5808-as útból, annak a 10+800-as kilométerszelvénye közelében, nyugat felé. Rákóczi utca néven húzódik végig a községen, melynek legnyugatibb házait valamivel több, mint egy kilométer megtétele után hagyja maga mögött. A 3. kilométere közelében éri el a következő település, Szörény határát, ahol szinte egyből lakott területre is érkezik. Alig több mint fél kilométernyi belterületi szakaszán két, közel derékszögű iránytörése is van, települési neve ennek ellenére végig Dózsa György utca.
4,5 kilométer után lép Zádor területére, e községet nagyjából 5,2 kilométer után éri el; települési neve előbb Felszabadulás utca, majd a központban Petőfi utca. Ezen a településen is két, 90 fokot megközelítő irányváltása van, de a falu szélét itt is nyugati irányban húzódva hagyja maga mögött, mintegy 6,3 kilométer megtétele után. Bő egy kilométerrel arrébb szeli át Baranya és Somogy vármegyék határát, onnantól Kastélyosdombó határai között folytatódik. E helység belterületének keleti szélétől nem messze ér véget, beletorkollva az 5804-es útba, annak az 56+550-es kilométerszelvénye közelében.
Teljes hossza, az országos közutak térképes nyilvántartását szolgáló kira.kozut.hu adatbázisa szerint 8,934 kilométer.

## Története
A Kartográfiai Vállalat 1970-ben kiadott Magyarország autótérképe című kiadványa már a teljes hosszában kiépített, szilárd burkolatú (pormentes) útként jelöli. Ugyanezen kiadó 1990-ben megjelentetett Magyarország autóatlasza szinte a teljes hosszában portalanított útként tünteti fel, kivéve a kicsit jobb minőségű, pormentesnek jelölt kétújfalui szakaszát.

## Települések az út mentén
- Kétújfalu
- Szörény
- Zádor
- Kastélyosdombó